# Sundul
Sundul is een bestuurslaag in het regentschap Magetan van de provincie Oost-Java, Indonesië. Sundul telt 2398 inwoners (volkstelling 2010).